# آندره لئون تالی
آندره لئون تالی (انگلیسی: André Leon Talley; ۱۶ اکتبر ۱۹۴۸ – ۱۸ ژانویهٔ ۲۰۲۲) یک روزنامه‌نگار مد آمریکایی، متخصص مد، مدیر خلاق و سردبیر وگ بود. او از سال ۱۹۸۳تا ۱۹۸۷ مدیر اخبار مد این مجله بود، وی اولین مدیر خلاق مرد آفریقایی-آمریکایی است که از سال ۱۹۸۸ تا ۱۹۵۵ و سپس سردبیر آن از سال ۱۹۹۸ تا ۲۰۱۳ بود. او در مطبوعات به خاطر حمایت از طراحان نوظهور و ایجاد تنوع در صنعت مد اغلب به نماد مد مشهور شده‌است. به طوریکه شنل‌ها، کتانی‌ها و عباهایی که او می‌پوشید به علامت تجاری انحصاری او تبدیل شدند. تالی همچنین در هیئت داوران مدل برتر بعدی آمریکا (از دوره چهاردهم تا دوره هفدهم) حضور داشت.
از فیلم‌ها یا نمایش‌های تلویزیونی که وی در آن نقش داشته‌است می‌توان به سکس و شهر، کارآموز اشاره کرد.
او همچنین سه کتاب نوشت، از جمله خاطرات سنگرهای شیفون، که در فهرست پرفروش‌ترین‌های نیویورک تایمز قرار گرفت. و با همکاری ریچارد برنشتاین کتابی در این خصوص نوشت. تالی قبل از اینکه به دلیل قوانین ضد دگرباشان جنسی در روسیه استعفا دهد. در سال ۲۰۱۳سردبیر مجله مد روسی شماره بود، او علاوه بر این با مجلات اندی وارهول در مصاحبه، زنان لباس روزانه، دبلیو، آبنوس و نیویورک تایمز کار کرد. او زمانی برای باراک اوباما، رئیس‌جمهور ایالات متحده و میشل اوباما، بانوی اول ایالات متحده، در دوران حضورشان در کاخ سفید، به‌عنوان متخصص مد خدمت کرد. و همچنین استایلی به ملانیا ترامپ برای عروسی اش با دونالد ترامپ در سال ۲۰۰۵ ارائه کرد.
در سال ۲۰۲۰، فرانسه نشان افتخار هنر و ادبیات را به او اعطا کرد. و سال بعد جایزه کارولینای شمالی را برای بازی در ادبیات دریافت کرد. او در مستندهای اولین دوشنبه ماه مه و شماره سپتامبر حضور داشت و موضوع مستندی به نام انجیل به روایت آندره به کارگردانی کیت نواک را دنبال کرد.
وی همچنین برندهٔ جوایزی همچون نشان هنر و ادب شده‌است.

## مرگ
تالی بر اثر عوارض حمله قلبی و کووید ۱۹ در بیمارستانی در وایت پلینز، نیویورک، در ۱۸ ژانویه ۲۰۲۲ در ۷۳ سالگی درگذشت.

## فیلم‌شناسی
| سال  | عنوان                                     | نقش  | یادداشت‌ها                                           | منابع  |
| ---- | ----------------------------------------- | ---- | --------------------------------------------------- | ------ |
| ۲۰۰۸ | سکس و سیتی (فیلم)                         | خودش | (حضور افتخاری)                                      | [ ۲ ]  |
| ۲۰۰۸ | والنتینو: آخرین امپراتور                  | خودش | (حضور افتخاری)                                      | [ ۳ ]  |
| ۲۰۰۶ | "یه چیزی بگو (آهنگ ماریا کری)'"           | خودش | ماریا کری                                           | [ ۶ ]  |
| ۲۰۰۹ | شماره سپتامبر                             | خودش | مستند                                               | [ ۷ ]  |
| ۲۰۱۵ | امپراتوری (مجموعه تلویزیونی)              | خودش | "نقش تلویزیونی (قسمت: "شیاطین اینجا هستند") (کمئو)" | [ ۴ ]  |
| ۲۰۱۶ | اولین دوشنبه ماه مه                       | خودش | مستند                                               | [ ۸ ]  |
| ۲۰۱۷ | مانولو: پسری که برای مارمولک‌ها کفش می‌ساخت | خودش | مستند                                               | [ ۹ ]  |
| ۲۰۱۸ | انجیل به روایت آندره                      | خودش | مستند                                               | [ ۱۰ ] |
| ۲۰۲۲ | پیدا کردن ریشه‌های خود                     | خودش | فصل ۸ قسمت ۱۰ "ما از کجا آمده‌ایم؟"                  |        |

## جوایز و افتخارات
- ۲۰۰۳: جایزه شپارد برای روزنامه‌نگاری مد، شورای طراحان مد آمریکا[۹]
- ۲۰۰۸: دکترای افتخاری علوم انسانی، کالج هنر و طراحی ساوانا[۱۱]
- ۲۰۲۲: گالری آندره لئون تالی در موزه هنر SCAD افتتاح شد[۱۲]
- ۲۰۲۰: افتخار هنر و ادبیات با جایزه نشان هنر و ادب[۱۳]
- ۲۰۲۱: جایزه کارولینای شمالی برای ادبیات[۱۴]